# Graham Wallas

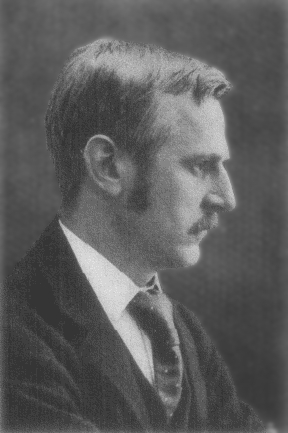
Graham Wallas

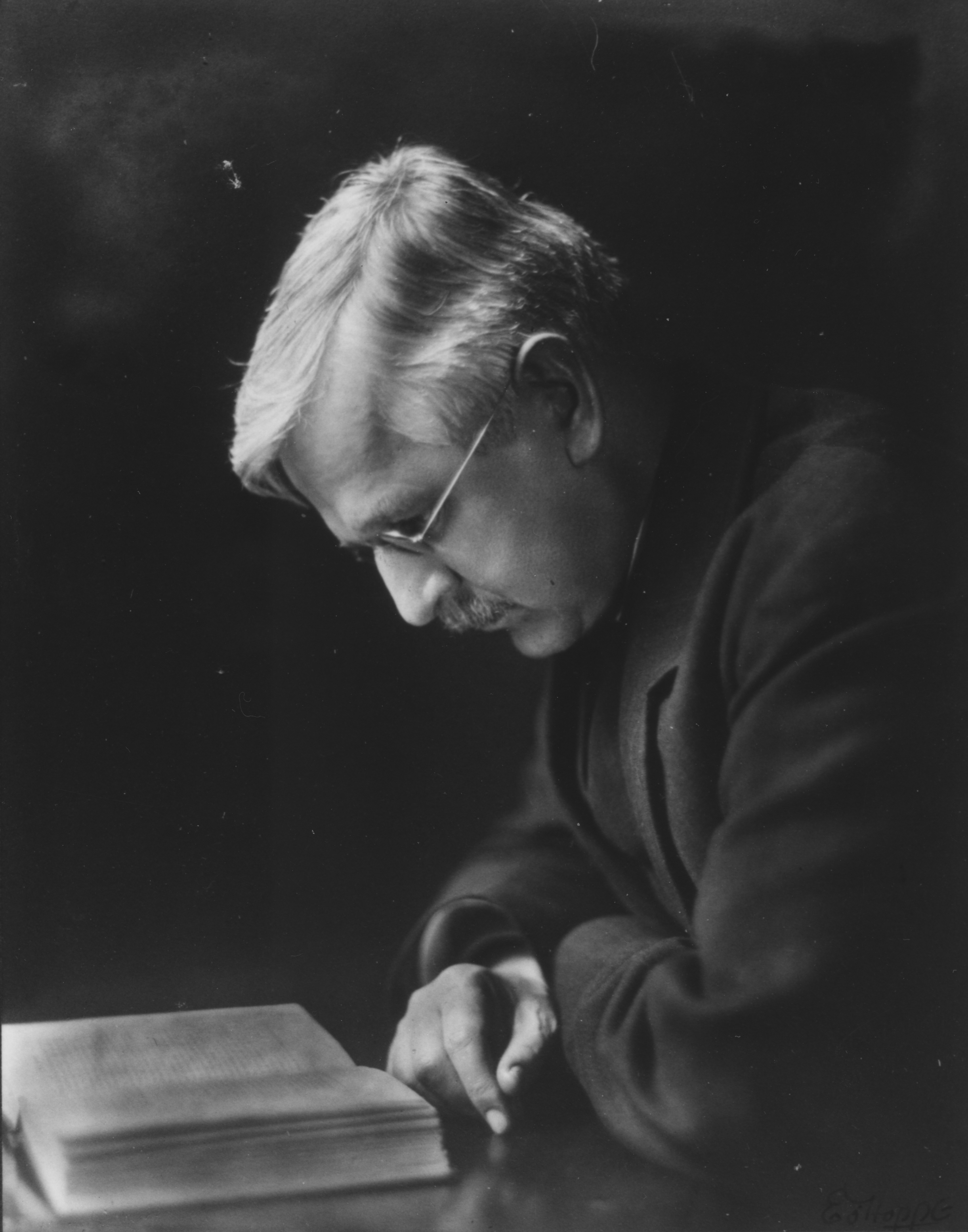
Graham Wallas um 1920

Graham Wallas (* 31. Mai 1858 in Monkwearmouth; † 9. oder 10. August 1932 in Portloe, Cornwall) war ein britischer Sozialist, Sozialpsychologe, Politologe, Erziehungswissenschaftler, ein Führer der Fabian Society und Mitbegründer der London School of Economics.

## Leben
Wallas besuchte die Shrewsbury School und das Corpus Christi College (Oxford). Er lehrte an der Highgate School bis 1885, als er zurücktrat, um nicht an der Eucharistie teilzunehmen. Er trat in die Fabian Society im April 1886 ein, seinen Freunden Sidney Webb und George Bernard Shaw folgend, und gehörte zum Vorstand. 1904 trat er im politischen Streit wieder aus.
1897 heiratete er die sozialistische Autorin Ada Radford. Wallas arbeitete im Bereich der Londoner Schulerziehung an Reformen. 1890 wurde er Hochschullektor und 1895 dies an der von ihm mitgegründeten London School of Economics. 1914 wurde er dort der erste Professor für Politologie. Er publizierte 1898 eine Biografie von Francis Place. Durch Aufenthalte in den USA konnte er dort einigen Einfluss ausüben: 1896–1897, 1910 (Harvard), wo er Walter Lippmann kennenlernte, 1914 (Lowell Lecturer in Boston), 1919 (Yale), 1928 (Williamstown). 1923 trat er an der LSE in den Ruhestand.

## Ideen
Im Buch Human Nature in Politics (1908) entwickelte er den Gedanken, dass die Erziehung und Bildung für die politischen Standpunkte der breiten Massen keine Bedeutung hätten. Politische Einstellungen beruhen für ihn auf Emotionen und medialen Suggestionen. Bei öffentlichen Diskussionen werde nur wahrgenommen, was der eigenen Meinung entspreche. Lippmann führte dies 1922 (Public Opinion) weiter aus. 
Im Werk Great Society (1914) zeigte Wallas, eine sozialpsychologische Analyse könne die Probleme erklären, die die Industrielle Revolution in der modernen Gesellschaft bewirke. Er 
kontrastierte die Rolle von nature (Natur) und nurture (Pflege, Umwelt) und plädierte für deren umfassenden Ausbau. Den Titel des Buches nahm Lippmann 1937 für sein Werk über den Liberalismus auf. 
In The Art of Thought (1926) bezog er sich auf Hermann von Helmholtz und Henri Poincaré, um ein erstes Modell zu den Phasen des kreativen Prozesses mit vier Stadien vorzustellen: Vorbereitung (oder Saturierung), Inkubation, Erleuchtung (heureka-Erlebnis) und Überprüfung. Mihály Csíkszentmihályi führte das sehr bekannt gewordene Konzept weiter.

## Schriften
- Property Under Socialism in: Fabian Essays in Socialism (1889).
- The Life of Francis Place, 1771–1854 (1898).
- Human Nature in Politics (1908).
- The Great Society. A Psychological Analysis. (1914). ISBN 978-0217446679
- Our Social Heritage (1921).
- The Art of Thought (1926). ISBN 978-1910146057

## Einzelbelege
1. ↑  Graham Wallas | British political scientist. Abgerufen am 26. Juni 2020 (englisch).
2. ↑  Graham Wallas - New World Encyclopedia. Abgerufen am 26. Juni 2020.

| Personendaten    | Personendaten                                  |
| ---------------- | ---------------------------------------------- |
| NAME             | Wallas, Graham                                 |
| KURZBESCHREIBUNG | britischer Sozialwissenschaftler und Politiker |
| GEBURTSDATUM     | 31. Mai 1858                                   |
| GEBURTSORT       | Monkwearmouth                                  |
| STERBEDATUM      | 9. August 1932 oder 10. August 1932            |
| STERBEORT        | Portloe                                        |